# Nettoyage à sec
Nettoyage à sec (tj. Suché čištění) je francouzský hraný film z roku 1997, který režírovala Anne Fontaine. Snímek měl světovou premiéru na Mezinárodním filmovém festivalu v Benátkách dne 4. září 1997.

## Děj
Jean-Marie a jeho žena Nicole už patnáct let provozují prádelnu v centru Belfortu. Patnáct let žijí jen prací, bez volna, bez dovolené, bez chození za zábavou. A pak se jedné noci všechno změní. Na jevišti nočního klubu předvádí poněkud znepokojivý mladý chlapec se svou sestrou transvestitní výstup. Jmenuje se Loïc a hned svede dvojici, která se velmi dlouho domlouvala na první noční vycházku. Tak začíná pro Nicole a Jean-Marie nový život, mezi denní čistírnou a nočním životem.

## Obsazení
| Miou-Miou        | Nicole     |
| Charles Berling  | Jean-Marie |
| Stanislas Merhar | Loïc       |
| Mathilde Seigner | Marilyn    |
| Gérard Blanc     | Bertrand   |